# Splachnobryum bengalense
Splachnobryum bengalense là một loài rêu trong họ Splachnobryaceae. Loài này được Gangulee mô tả khoa học đầu tiên năm 1974.